# Marcio de Castro Silva Filho
Marcio de Castro Silva Filho (Belo Horizonte, 10 de novembro de 1960) é um agrônomo, pesquisador e professor universitário brasileiro.
Comendador da Ordem Nacional do Mérito Científico e membro titular da Academia Brasileira de Ciências, Marcio é professor titular do Departamento de Genética da Escola Superior de Agricultura Luiz de Queiroz (ESALQ-USP), em Piracicaba.
Em 6 de abril de 2023 foi nomeado diretor científico da Fundação de Amparo a Pesquisa do Estado de São Paulo. 

## Biografia
Marcio nasceu na capital mineira, em 1960. Formou-se em Engenharia Agronômica pela Universidade Federal de Lavras (UFLA) em 1984, com mestrado em Genética e Melhoramento de Plantas pela mesma instituição em 1989. Pela Universidade Católica de Louvain, defendeu o doutorado em Biologia Molecular de Plantas, em 1994.
Presidente da Sociedade Brasileira de Genética no biênio 2018-2020, Marcio é Pró-Reitor Adjunto de Pós-Graduação da USP. Foi presidente do Fórum Nacional de Pró-Reitores de Pesquisa e Pós-Graduação (FOPROP) em 2019, professor visitante na Universidade de Melbourne, na Austrália, em 2003, onde fez estágio de pós-doutorado e da Universidade Estadual de Ohio, de 2016 a 2017. É livre-docente pela Universidade de São Paulo, desde 2001.
Foi diretor de Relações Internacionais (novembro de 2011 a julho de 2012) e Diretor de Programas e Bolsas, ambas da CAPES. Foi também editor-chefe da revista Genetics and Molecular Biology (2011 e 2012). Orientou 17 teses de doutorado e 14 dissertações de mestrado. Publicou mais de 50 artigos em importantes revistas científicas.
Tem experiência na área de Genética, com ênfase em Genética Molecular de Plantas, atuando principalmente nos seguintes temas: transporte intracelular de proteínas e interação planta-inseto-patógeno.